# Kosmický šum
Kosmický šum je náhodný signál, který pochází z Vesmíru mimo zemskou atmosféru. Jeho zdrojem jsou například Slunce a další objekty v Galaxii. Šum lze detekovat pomocí radiopřijímačů.

## Popis
Charakteristiky vesmírného šumu se podobají charakteristikám tepelného šumu způsobovaným nahodilým pohybem elektronů v krystalové mřížce vodiče. Vesmírný šum se projevuje na frekvencích nad 15 MHz, když se vysoce směrové antény namíří ke Slunci nebo k některým dalším oblastem oblohy, např. ke středu Mléčné dráhy. Další formou kosmického šumu je Reliktní záření, které je možné ve velmi malém množství zachytit anténou namířenou kamkoliv do vesmíru.

## Historie
Kosmický šum pocházející z Mléčné dráhy objevil v roce 1931 americký fyzik Karl Guthe Jansky. Jansky tento objev učinil pomocí antény na frekvenci 20,5 Mhz. Nejprve se domníval, že signál, který pozoruje, pochází se Slunce, neboť intenzita tohoto vlnění klesá a roste jednou za den. Avšak po přesnějším měření zjistil, že cyklus se opakuje jednou za 23 hodin a 56 minut a došel k závěru, že šum pochází z Mléčné dráhy. Janského další měření ukázala větší intenzitu signálu směrem ke středu galaxie.